# Томашевич, Драгутин
Драгутин Томашевич (серб. Драгутин Томашевић; 20 апреля 1890 — октябрь 1915) — сербский легкоатлет, бегун на длинные дистанции. Участник Олимпийских игр в Стокгольме.

## Биография
Драгутин Томашевич родился в 1890 году в деревне Быстрица недалеко от города Петровац-на-Млави в семье торговцев. В пятнадцатилетнем возрасте он отправился в Белград для получения образования, чтобы в дальнейшем продолжить семейный бизнес. Однако в сербской столице он увлёкся спортом и участвовал во многих турнирах по гимнастике и лёгкой атлетике, организованных Олимпийским клубом Сербии.
В 1909 году Томашевич бросил вызов поезду. Он стартовал с железнодорожной станции Пожаревац и пробежал около 40 километров до Петровца-на-Млави. На несколько минут он опередил поезд, шедший по тому же маршруту, и ожидал его прибытия на вокзале.
После столь впечатляющего результата Драгутин сосредоточился на стайерском беге и в 1911 году на соревнованиях в Белграде пробежал марафон за 2 часа 52 минуты, выполнив квалификационный норматив, необходимый для участия в Олимпиаде.
В Стокгольме Королевство Сербия впервые в истории участвовало в Олимпиаде. В составе делегации было всего два спортсмена (оба легкоатлеты), а знаменосцем сборной на церемонии открытия Игр стал именно Томашевич.
Участие Томашевича в олимпийском марафоне оказалось непростым. За день до старта его пытались отравить, однако этому помешал один из официантов. После старта марафона серб был сбит с трассы тремя неизвестными, но несмотря на полученную при этом травму ноги продолжил забег. В официальных олимпийских отчётах указано, что Томашевич не смог закончить марафон, однако второй член олимпийской сборной Душан Милоевич утверждал, что Драгутин финишировал на 37-м месте, показав время 2 часа и 47 минут.
После Игр в Стокгольме Томашевич продолжил спортивную карьеру, готовился к участию в берлинской Олимпиаде 1916 года, но начавшаяся Первая мировая война помешала этим планам. Будучи солдатом сербской армии, Драгутин с первых дней войны находился на фронте. В октябре 1915 года в районе Пожареваца он был смертельно ранен в бою. Был похоронен в родной деревне Быстрица.
В городе Петровац-на-Млави Томашевичу был открыт памятник, регулярно проводятся легкоатлетические соревнования памяти Драгутина Томашевича (серб. Меморијална трка Драгутин Томашевић)